# Wilhelm Kreis
Pour les articles homonymes, voir Kreis (homonymie).
Wilhelm Kreis, né le 17 mars 1873 à Eltville (province de Hesse-Nassau) et mort le 13 août 1955 à Bad Honnef (Rhénanie-du-Nord-Westphalie), est un architecte et professeur d'architecture allemand, qui travailla notamment sous l'Empire allemand, la République de Weimar, le Troisième Reich et les débuts de la République fédérale d'Allemagne.

## Biographie

### Sa jeunesse
Wilhelm Kreis est né le 17 mars 1873 à Eltville dans le Rheingau, sixième de neuf enfants d'une famille de forte tradition catholique. Son père était géomètre, ses ancêtres viticulteurs. Après des études secondaires au lycée technique de Wiesbaden, il étudia l'architecture, d'abord à l'Université technique de Munich (1892–94) où, selon certains témoignages, il aurait été particulièrement influencé par August Thiersch, qui y enseignait l'art antique. Kreis étudia ensuite à l'Institut de technologie de Karlsruhe, puis à l'Institut Technique de Berlin-Charlottenburg et enfin passa l'examen d'État après une préparation à l'Université technique de Brunswick (1897). Il y fit la connaissance de sa future femme : au mois de décembre 1899, il épousait Hedwig née Hähn, fille d'un artisan protestant de Brunswick. Du fait de cette divergence confessionnelle, sa famille rompit avec lui, ce qui ne fit que le rapprocher davantage de la famille et du milieu social de sa femme.

### Première œuvres

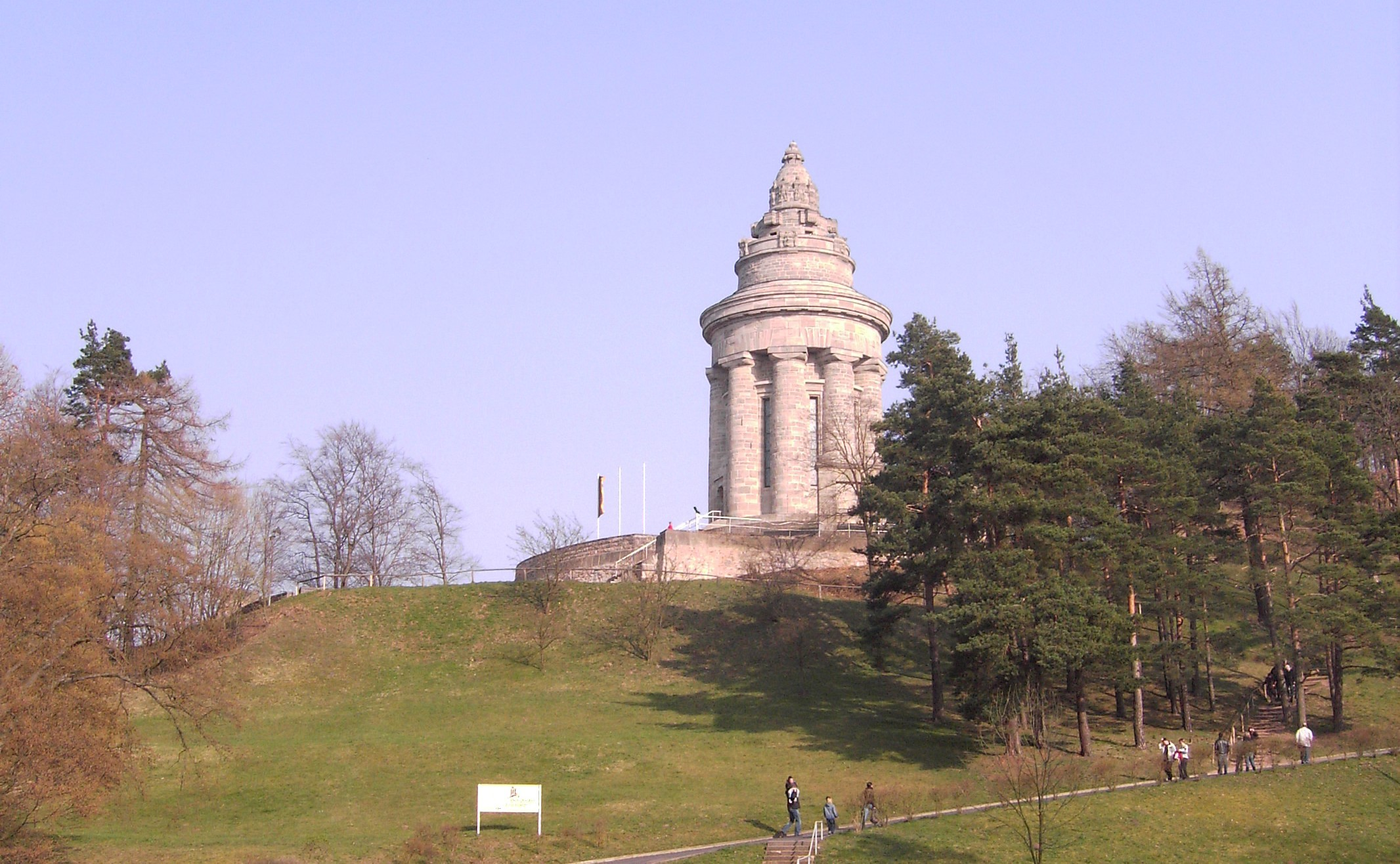
Le Mémorial de la Burschenschaft à Eisenach (1902).

Dès son premier concours d'architecture (il n'a alors qu'à peine 23 ans et est encore étudiant), celui du Monument de la Campagne d'Allemagne à Leipzig, il est couronné d'un premier prix, mais c'est finalement Bruno Schmitz qui obtient l'adjudication. Kreis devient ensuite le collaborateur d'Hugo Licht (de) sur le projet de nouvel hôtel de ville pour Leipzig.
En 1898, il devient l'assistant de Paul Wallot à l’École supérieure des beaux-arts de Dresde et collabore au projet pour le Parlement de Saxe à Dresde, notamment pour la salle des conférences. En 1899, il remporte contre 320 compétiteurs les trois premiers prix du concours de la Tour Bismarck, lancé par l'Union des Étudiants allemands. Au cours des  années suivantes, 47 de ces tours seront effectivement construites dans le cadre du programme « Crépuscule des Dieux » (Götterdämmerung), et onze autres encore sur des propositions individuelles de Kreis. Il est également l'auteur d'un projet de monument dédié à la Burschenschaft destiné à Eisenach (1902).

### Années de formation (1902–1908)
En 1902, Kreis fut nommé professeur de scénographie à l’École supérieure des beaux-arts de Dresde. En tant que disciple de Paul Wallot, Kreis fut d'abord influencé par la tradition baroque locale. Son premier grand projet à Dresde est le Pont Auguste (1907–1910). L'ancien pont était l’œuvre de l'architecte de Dresde Daniel Pöppelmann (1728–1730) ; malgré les protestations contre la reconstruction de cet ouvrage d'art, l’accroissement du trafic imposait sa démolition. Kreis imagina un pont utilisant des matériaux modernes, mais respectant au plus près l'architecture historique de l'ancien pont, et ce compromis trouva la faveur du public. Le recours au béton armé revêtu de pierres naturelles permettait de passer de 18 arches étroites à neuf grandes arches.
Durant ces années, Kreis séjournait volontiers chez Karl May dans sa Villa Shatterhand à Radebeul. Il y côtoyait l'illustrateur « Jugendstil » des romans de Karl May, Sascha Schneider, ainsi que le sculpteur Selmar Werner (de). Kreis y conçut les projets de Tour Bismarck d'Iéna (1906) et de Radebeul (1907).

### La période de Düsseldorf (1908-1926)

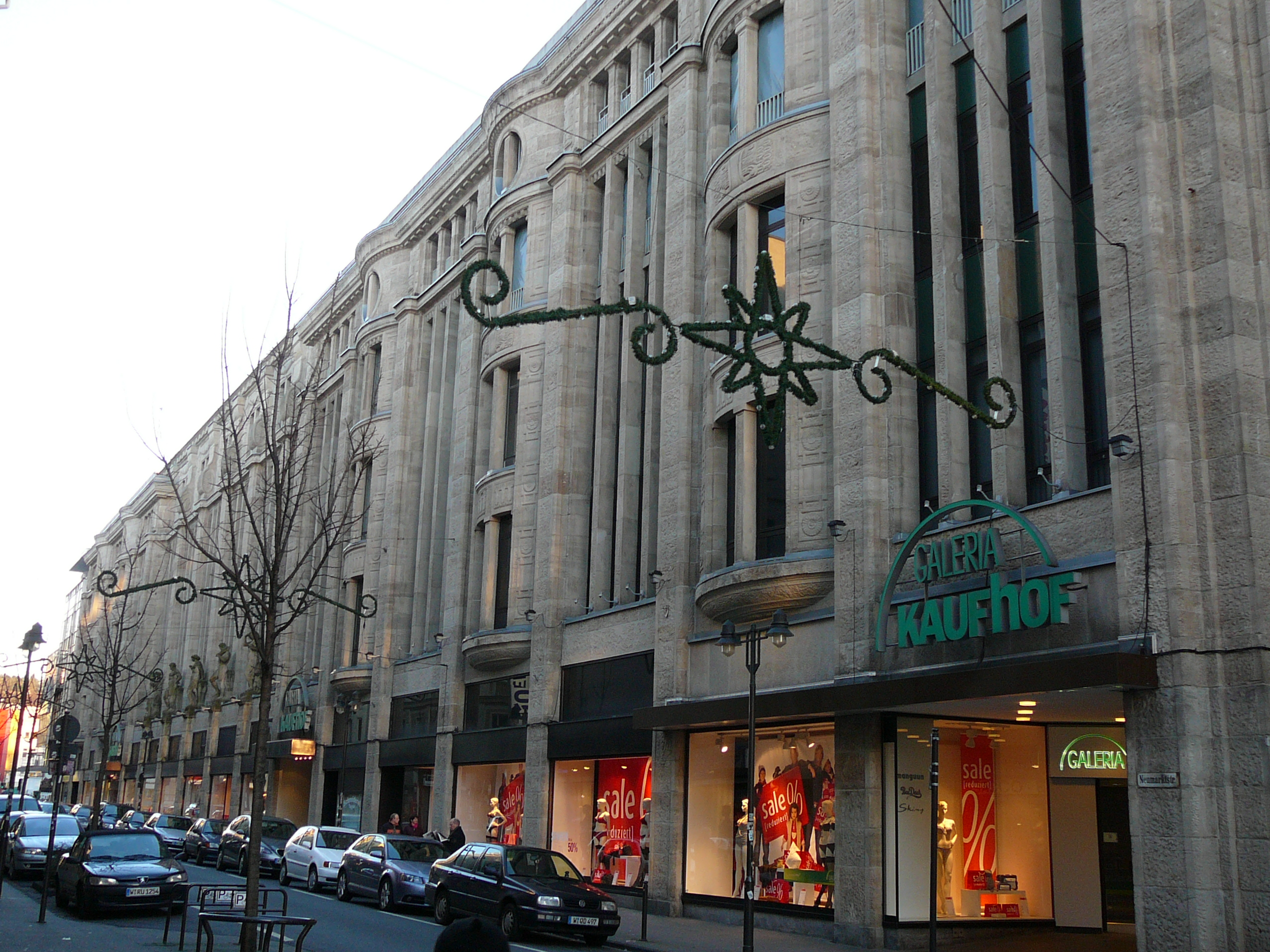
Les galeries Leonhard Tietz à Wuppertal (1911-1912).

Au mois de juin 1908, Kreis fut appelé à prendre la succession de Peter Behrens en tant que Directeur de l’École des Arts décoratifs (Kunstgewerbeschule) de Düsseldorf. À cette époque, le style néo-baroque cédait la place à une forme d'architecture plus utilitaire, mais non sans réminiscences baroques, comme en témoignent les immeubles administratifs destinés à la coopérative d'Emscher à Essen ou la maison et l'atelier de Fritz Reusing (de) à Düsseldorf. En 1909, Kreis obtint une médaille d'or lors de la Foire internationale des Beaux-Arts de Berlin, et l'année suivante remporta le concours d'architecture pour la tour Bismarck de Stettin.
Dans son projet de sanatorium pour officiers de Bühlerhöhe (de) (1911, devenu depuis l'Hôtel du Château), aussi bien que dans celui de l'hôtel de ville de Herne (1912), Kreis exprime pour la dernière fois ses racines néo-baroques. Les autres grandes réalisations de Kreis des années précédant la Première Guerre mondiale sont les grandes galeries Leonhard Tietz AG de Cologne et Wuppertal-Elberfeld, les magasins Knopf & frères à Karlsruhe et enfin les magasins Theodor Althoff AG à Dortmund et Essen.
La faculté d’Architecture de l’École des arts décoratifs fut absorbée en 1920 par l'Académie des beaux-arts de Düsseldorf, ce qui pour Kreis signifiait la promotion au rang de professeur d'université. L’élève le plus illustre de la classe d'architecture de Kreis était un jeune étudiant particulièrement brillant, Arno Breker (qui deviendra par la suite le sculpteur préféré de Hitler) : non seulement Kreis entretint avec lui une amitié indissoluble, mais ils travaillèrent souvent ensemble sous le Troisième Reich, d'autant que Kreis faisait partie du bureau de l'Inspecteur général des Travaux Publics Albert Speer. Un autre de ses étudiants était l'architecte Bernhard Wielers (de).

### La période de Dresde (1926-1932)

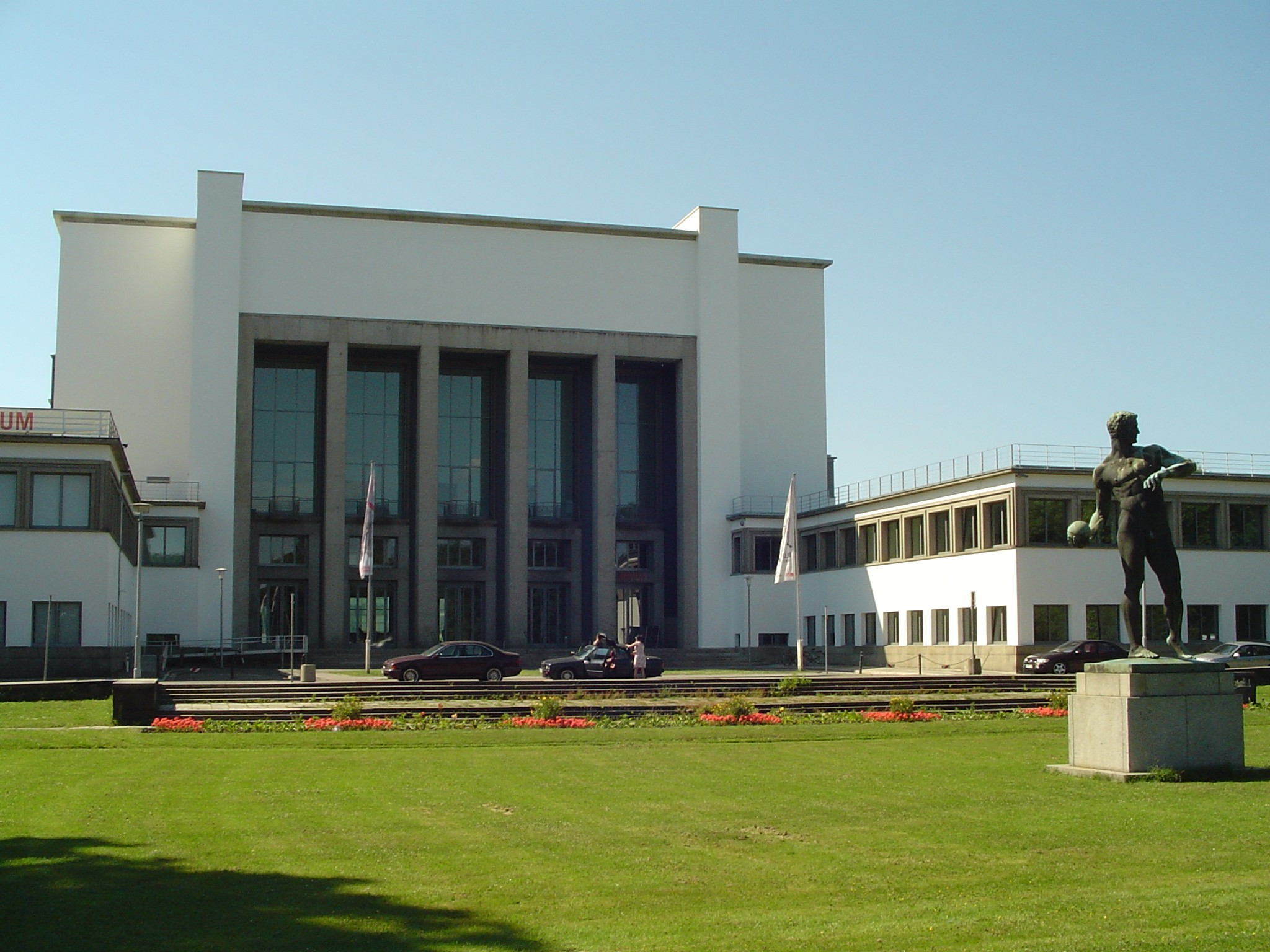
Le Musée de l'hygiène à Dresde (1930).

En 1926, Kreis prit la succession d'Heinrich Tessenow à l'École supérieure des beaux-arts de Dresde.
Alors que l’avant-garde de la République de Weimar s’enthousiasmait pour les formes et l'expression du Neues Bauen, les architectes conservateurs, dont Wilhelm Kreis faisait partie, continuaient de cultiver le goût impérial d'Avant-guerre pour le monumental, l'architecture descriptive et la recherche d'une expression proprement « allemande » en Architecture. Kreis, élevé en 1929 au rang de docteur honoris causa de l'Université technique de Dresde, était avec Paul Bonatz l’architecte le plus populaire de l'époque. Ses réalisations les plus marquantes sont alors la Tour Wilhelm-Marx (de) (1922–1924), le pavillon « permanent » (Dauerbauten) de la GeSoLei sur les bords du Rhin à Düsseldorf (1925–1926) et le Musée allemand de l'hygiène à Dresde (1927–1930). Au mois de juin 1926, pendant l'Exposition de Düsselforf, Kreis fut élu Président de la Ligue des architectes allemands (de) ; il assuma cette fonction jusqu'au printemps 1933, avant d'être remplacé par Eugen Hönig (de), proche des milieux Nazis ; mais l'estime unanime de ses collègues se manifesta par sa nomination en tant que président d’honneur, titre qu'il conserva jusqu'à la mise au pas définitive de la Ligue des Architectes allemands en 1935.

### Sous le Troisième Reich

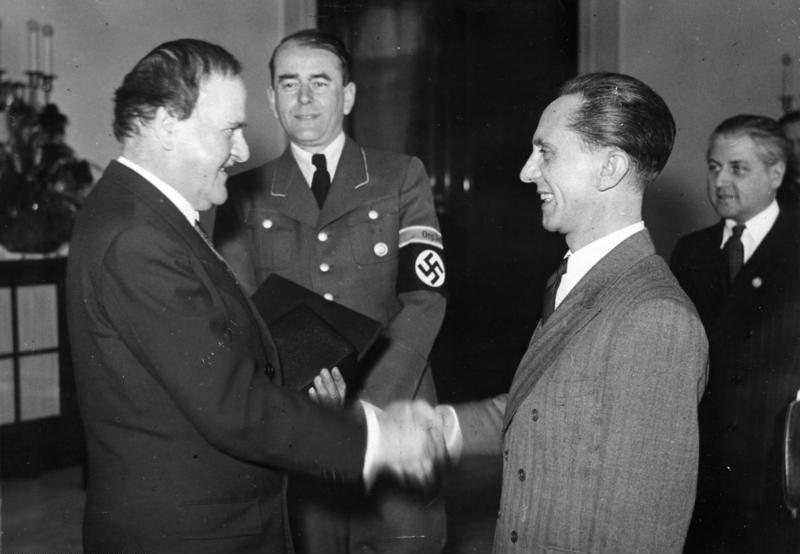
Joseph Goebbels décerne l'Aigle de l'Empire allemand à Kreis en présence d’Albert Speer (13 mars 1943, crédit Bundesarchiv).

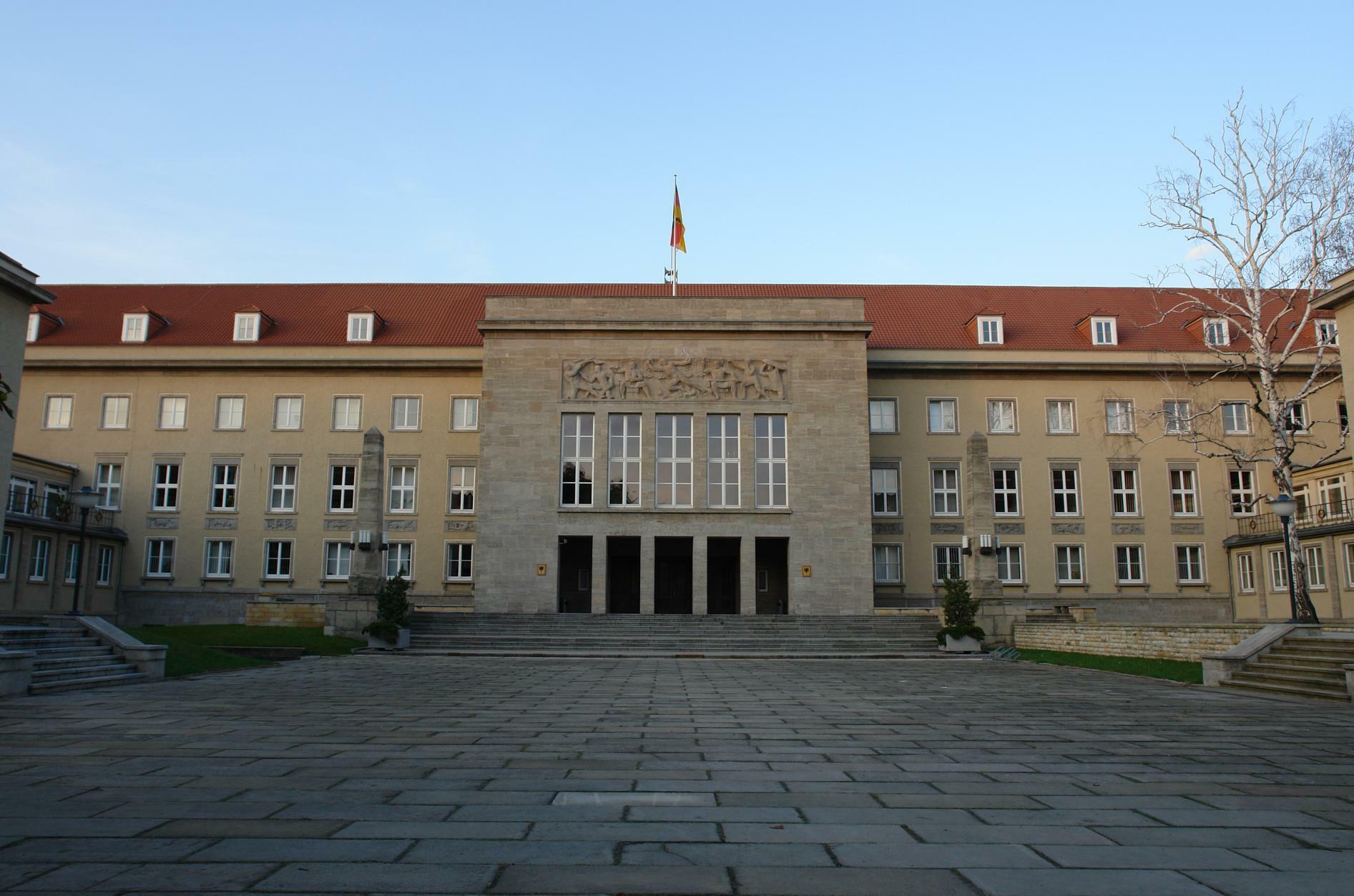
Le PC régional de la Luftwaffe de Dresde-Strehlen (1937-1938).

Bien qu’il fût toujours l’un des architectes les plus en vue d’Allemagne, Kreis perdit un à un tous ses postes à la prise de pouvoir des nazis en 1933. Il s’était rendu suspect par ses relations passées avec de grands patrons juifs du secteur de la construction, et sa femme était apparentée à l’historienne critique Ricarda Huch ; mais bientôt les Nazis tentèrent de le rallier à leur cause : ce fut d’abord la commande du forum du Gau de Dresde, destiné à la prairie de Güntzwiesen (1935), puis le Centre de commandement régional de l’aviation de Dresde-Strehlen (1937) et enfin les travaux d’agrandissement de l’Opéra de Dresde (1938).
Il rejoint les services de la Construction d'Albert Speer, et collabore au projet monumental de Germania : entre autres le nouvel Oberkommando des Heeres (OKH) et sa halle aux soldats, le nouveau Ministère des Transports du Reich, l'extension du musée des Antiquités Égyptiennes, le musée du XIXe siècle, le Musée Germanique et le musée de la guerre mondiale. Les pénuries liées à l'économie de guerre et les bombardements ont empêché la réalisation de ces projets.
En 1938, Kreis reçoit le titre de kultursenator des Arts de la Construction. Jusqu'en 1941, il dirige le département d’architecture de l'Université technique de Dresde (dont il était depuis 1938 le recteur), date à laquelle Hitler le nomme conseiller général à la Commission des cimetières militaires allemands. À ce poste, il imagine de nouveaux monuments aux morts, notamment les monumentaux Totenburgen : celui de la Panzerarmee Afrika et celui du Dniepr ; mais aucun de ces monuments ne sera construit non plus. En 1943, Kreis prend la succession du peintre Adolf Ziegler en tant que président de la Chambre des beaux-arts du Reich. Au mois d'août 1944, alors que la guerre entre dans sa phase finale, Albert Speer l'appelle à la Commission de la Reconstruction des villes bombardées, et Adolf Hitler le fait inscrire sur la Gottbegnadeten-Liste, ce qui l'exempte de toute tâche militaire, y compris au sein du Heimatfront.
Le sculpteur Arno Breker a immortalisé Kreis par deux bustes en marbre de Carrare, exécutés après 1945 pour la salle de concerts de Düsseldorf. Un plâtre original de ces bustes est exposé dans la galerie Arno Breker, département des arts d'Europe, dans le musée des beaux-arts du château de Nörvenich (de).

### L'Après-guerre
En 1949, Kreis s'installa dans le château d'Arntz (de) à Bad Honnef, en voisin de son neveu et filleul Helmut Arntz (de), qui devait être son héritier, puisqu'il n'avait pas eu d'enfants. Malgré son âge, il continua de soumissionner à différents chantiers, comme les immeubles de la filiale de Dortmund de la banque centrale régionale (de), des lotissements, des hôtels et même le musée de la Médecine de Cologne, inachevé. Malgré son implication dans la politique culturelle du régime nazi, il restait un témoin et un interlocuteur très apprécié, disposant de nombreux appuis, même auprès de collègues comme Bruno Paul, qui avaient nettement pris leur distance avec le nazisme. Il offre de ce point de vue un exemple carrière ayant pris de nouveau départ après 1945.
Kreis fut même décoré de l'Ordre du Mérite de la République fédérale d'Allemagne ; mais sa part dans les courants architecturaux allemands d'après 1950 est négligeable.

## Réalisations

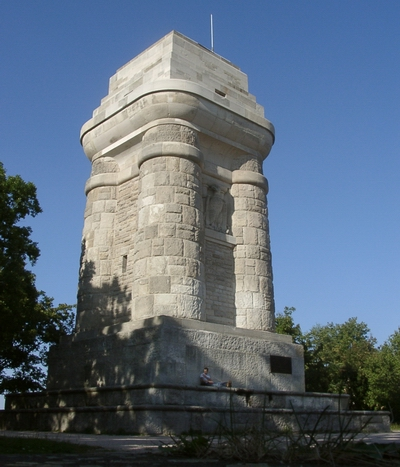
Tour Bismarck à Stuttgart (1904).
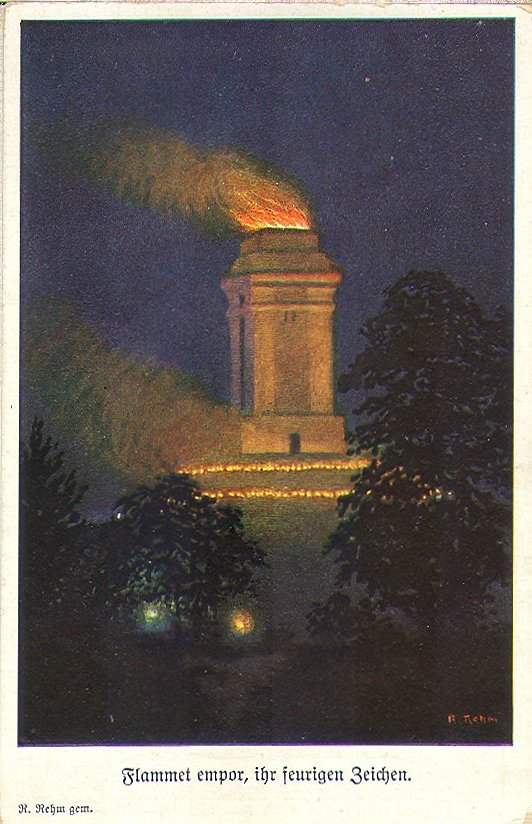
Une autre tour Bismarck.
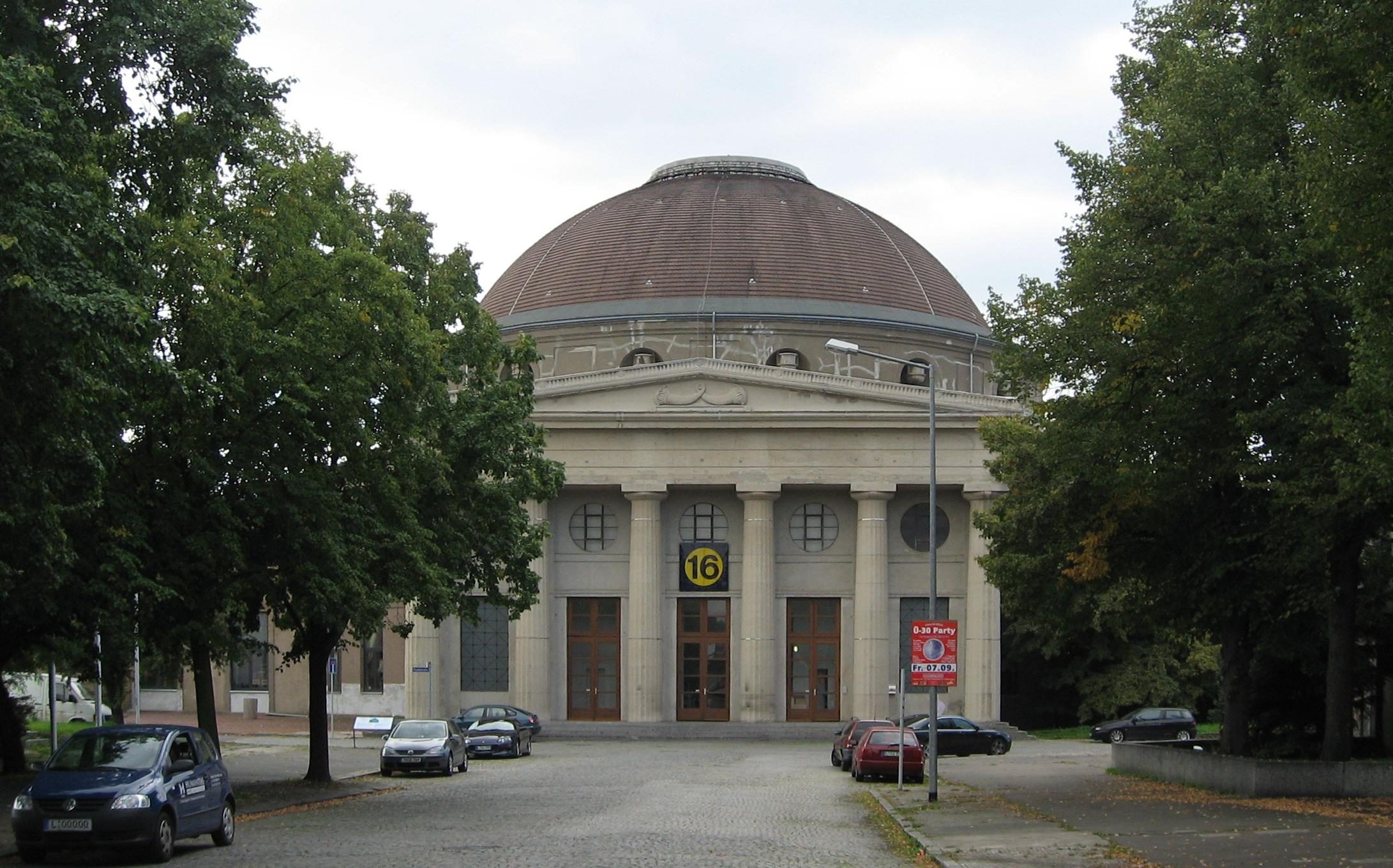
Centre d'exposition à Leipzig (1913).
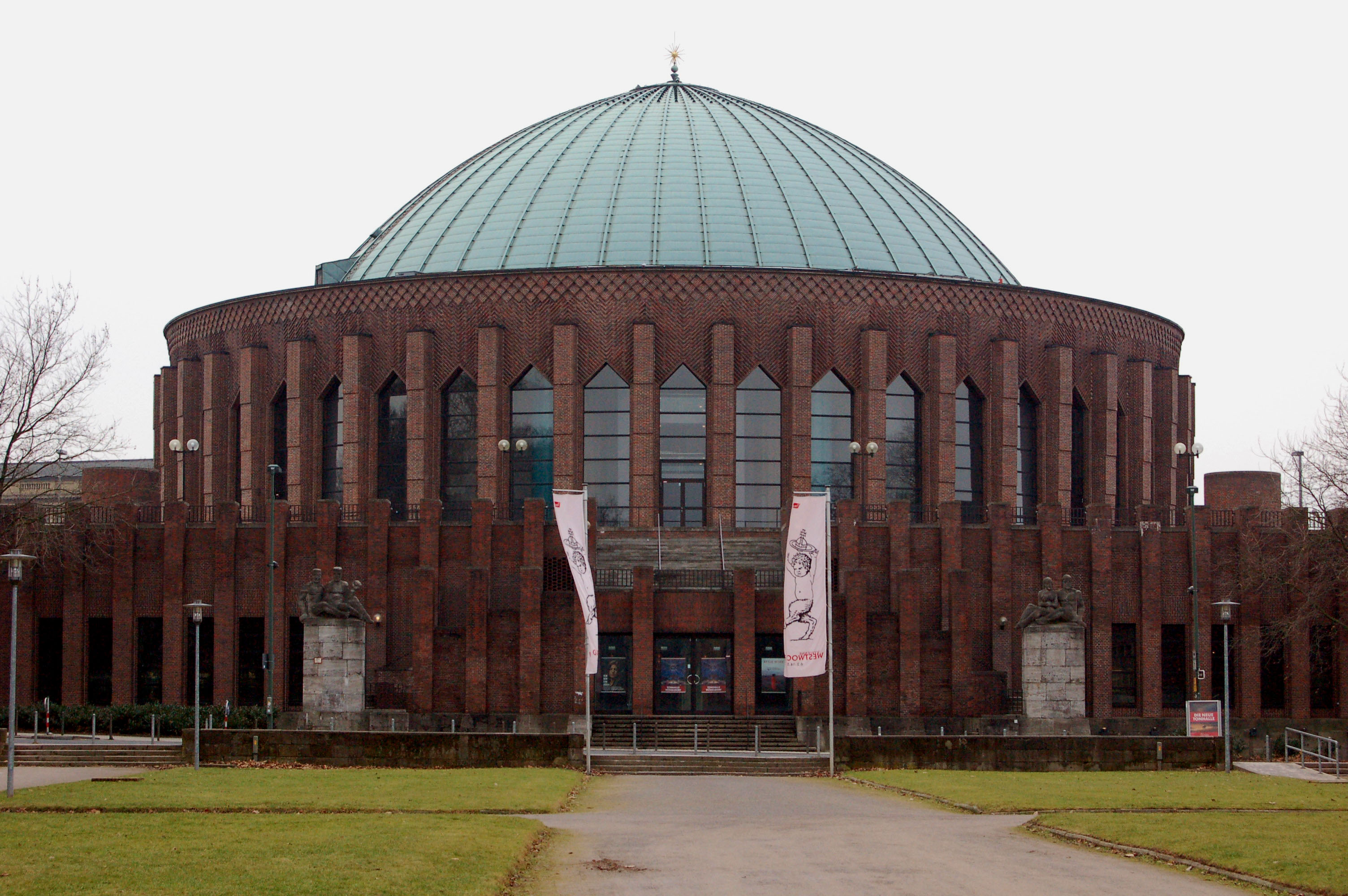
La salle de concert de Düsseldorf (1926).
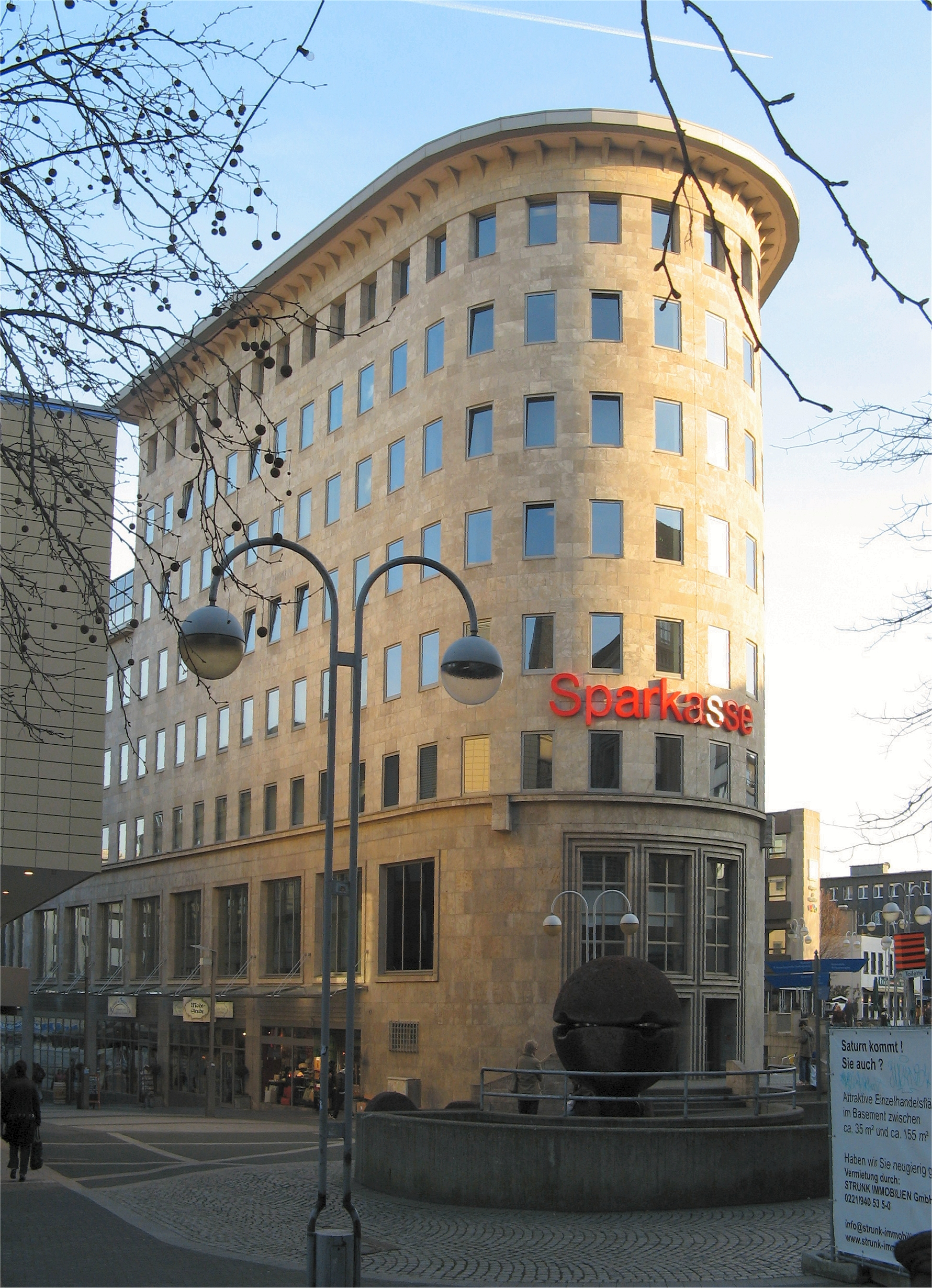
La Caisse de Prévoyance de Bochum (1929).